# 芬兰的语言纷争
芬兰的语言纷争（瑞典语：Finska språkstriden，芬兰语：Suomen kielitaistelu）是发生在19世纪的芬兰的一场大型冲突。当时，芬兰国内的通用语言有芬兰语和瑞典语，这与瑞典殖民者的后裔有关，不同语言使用者之间亦存在紧张态势。至19世纪中期，问题已较为严重。1863年，芬兰语在芬兰取得官方语言地位，成为与瑞典语平等的语言，这是芬兰的语言纷争正式结束的标志。